# Маварско освајање Пиринејског полуострва
Маварска инвазија Иберијског полуострва (711—718) почела је када су Маври напали државу Визигота на Иберијском полуострву. Предводио их је берберски војсковођа Тарик ибн Зијад који је био поданик калифа из Дамаска. Искрцали су се крај Гибралтара 30. априла 711. и кренули на север.
Следеће године Тариковим снагама придружују се снаге емира Мусе ибн Нусаира. Током осмогодишњег рата Маври су заузели већину Пиринејског полуострва осим малих подручја на северозападу (Астурија) и великог дела Баскије. Освојено подручје добија име Ал-Андалуз и постаје део Омејадског царства.

### Династичке борбе међу Визиготима
Доласком Родерика на визиготски престо, у хиспанском Визиготском краљевству долази до унутрашњих сукоба. Родерик је дошао на власт 709. свргавањем претходног краља Витиза. Родерикови противници су побегли и окупили се на обалама Магреба, крај Сеуте, с друге стране Гибралтара. Тамо су се већ налазили Јевреји и аријанци који су побегли после покушаја католичких бискупа, правих владара Визиготског краљевства, да их насилно покрсте.

### Једна од страна позива Мавре у помоћ
Сеуту је контролисао Јулијан Сеутски који је био Родериков вазал, али је био у добрим односима са Родериковим противницима, присталицама Витиза. Формирала су се два табора што је било сасвим довољно за грађански рат. У близини Сеуте налазила се муслиманска војска из северне Африке под вођством емира Мусе ибн Мусаира. Јулијан Сеутски је затражио помоћ од емира Мусе против визиготског краља Родерика.
Муса је у почетку био скептичан, сматрајући да се ради о визиготској замци, али увиђао је велику корист од таквог савеза. Емир Муса одобрава јула 710. мали поход на обале Шпаније. Тај пробни поход водио је Тарик ибн Малук и показало се да се може извести већа акција.

### Инвазија Мавара и Родерихов пораз
Већа инвазија почиње у пролеће 711. У то време краљ Родерик ратовао је против Баска и Франака на северу близу града Памплоне. Берберски војсковођа Тарик ибн Зијад прелази Гибралтарски мореуз 30. априла са око 1.700 људи. Онај ко их је и видео мислио је да се ради о трговачким бродовима. Касније долазе остали, па Тарик стиже чак до Картахене.
Родерик се вратио са својом војском са севера. Имао је 25.000 војника, који су се сукобили са 7.000 Мавара у бици код Гадалете 19. јула 711. Родерик је поражен у тој бици највише због дезертерства међу његовим војницима. Верује се да је убијен у тој бици, као и главнина његових дворана. Родерикова војска се разбежала, а Визиготи су остали без вођства. Тарик заузима велики део Иберијског полуострва.

### Пораз Мавара у бици код Поатјеа
Следеће године Тариковим снагама се придружују снаге емира Мусе ибн Нусаира. Током осмогодишњег рата Маври су заузели већину Иберијског полуострва осим малих подручја на северозападу (Астурија) и великог дела Баскије. Освојено подручје добија име Ал-Андалуз и постаје део Омејадског калифата. Преживело визиготско племство је побегло код Меровинга у Франачку.
Освајачи су кренули преко Пиринеја али победио их је мајордом Франачког краљевства Карло Мартел у бици код Поатјеа 732. Маври су задржали мале делове Француске до 759. Хришћанска Реконкиста започела је победом Визигота Пелаја од Астурије у бици код Ковадонге 722.

### Протеривање Мавара са Пиринејског полуотрва
Мавари су наредних осам векова имали упориште на Пиринејском полуострву, након чега су хришћани почели да заузимају неке делове територије. 
1492. године Фернандо II од Арагона и краљица Изабела I од Кастиље победом у бици код Гранаде, последњем муслиманском упоришту протерују муслимане са полуострва и завршавају шпанско освајање државе.
Након успеха хришћанске Реконкисте, која се завршава освајањем Гранаде 1492., већина мавара протерана је у северну Африку, а остали под притиском прихватају хришћанство.

## Хронологија маварског освајања Иберијског полуострва
- VI век — Визиготски племићи постају феудални господари.
- 612. — краљевски декрет по коме се Јевреји морају крстити или ће им се одузети имовина.
- 710. — Тарик ибн Малук се искрцао са 400 људи и 100 коња да испита изгледе за већу инвазију.
- 711. — Емир Муса ибн Нусаир, гувернер северне Африке, шаље Тарика ибн Зијада у инвазију Иберијског полуострва охрабрен династичким свађама међу Визиготима.
- 19. јул 711. — Битка код Гвадалете у којој се сукобљава генерал Тарик са 7.000 војника против краља Родерика са 25.000 војника. Војска краља Родерика је поражена.
- јун 712. — Маври су напали низ градова и упоришта на Иберијском полуострву.
- фебруар 715. — Емир Муса је ушао у Дамаск са заробљеним визиготским племством.
- 717—718. — Привучени великим богатством цркви у Француској, а знајући за унутрашње трзавице међу Меровинзима, Маври нападају Франачку државу.
- 719. — Ал Самн ибн Малик, четврти емир, пресељава седиште маварске власти из Севиље у Кордобу
- пролеће 732. — Емир Абдул Рахман ибн Абдулах Ал Гафики прелази западне Пиринеје и долази до Жиронде.
- октобар 732. — Битка код Поатјеа (битка код Тура) у којој мајордом франачког краљевства Карло Мартел поразио Мавре.
- 1492. — Шпанци протерују Маваре после битке на Гранади.